# Test Parka
Test Parka (ang. Park test) – test statystyczny służący do wykrywania heteroskedastyczności rozkładu składnika losowego w modelu regresji liniowej. Założenie o homoskedastyczności rozkładu jest jednym z podstawowych założeń analizy regresji. Twórcą testu jest Rolla Edward Park.
Test Parka przyjmuje założenie, że rozkład składnika losowego w modelu może być opisany przez konkretną funkcję. W wyniku tego może to prowadzić do niepoprawnych wniosków. W związku z tym sugeruje się, aby stosować test Parka jednocześnie z innymi testami badającymi heteroskedastyczność.